# Birgitte Vind
Birgitte Vind (nascida em 13 de agosto de 1965, em Vejle) é uma política dinamarquesa, membro do Folketing pelo partido dos sociais-democratas. Ela foi eleita para o parlamento nas eleições gerais dinamarquesas de 2019.

## Carreira política
De 2010 a 2019 Vind foi membro do conselho municipal do município de Vejle. Ela foi eleita para o parlamento na eleição de 2019, onde recebeu 7.012 votos pelos sociais-democratas.